# Félicette
Félicette je bila samica domače mačke iz Pariza, znamenita po tem, da je postala prva mačka v vesolju. Francoska vesoljska agencija jo je izstrelila v poskusne namene 18. oktobra 1963 in je do zdaj edina mačka, ki je preživela polet v vesolje; 24. oktobra istega leta so Francozi izstrelili še eno mačko, a je njena raketa ob vzletu eksplodirala.

## Priprave na misijo
Félicette je kot potepuško mačko na ulicah Pariza pobral trgovec z živalmi, od njega pa jo je nato odkupila francoska vlada. Njo in še več drugih so preskušali in pripravljali v Centru za izobraževanje in raziskave aeronavtične medicine (Centre d'Enseignement et de Recherches de Médecine Aéronautique, CERMA). Med drugim so jim v možgane vstavili trajne elektrode za merjenje živčne aktivnosti in jih izpostavili različnim hrupom ter velikim težnim pospeškom v centrifugah, v kakršnih so trenirali tudi astronavti. Félicette so izbrali, ker je bila najbolj mirna od vseh mačk v programu. Glavni cilj je bil opazovati vpliv breztežnosti na organizem.

## Misija
Félicette so izstrelili 18. oktobra 1963 ob 8:09 po lokalnem času z izstrelišča v francoskem raketnem oporišču pri kraju Hammaguir v Alžiriji. Bila je v posebnem zaboju v nosu sondirne rakete Véronique AGI 47, razvite nekaj let pred tem na podlagi izpeljanke nemške rakete Aggregat A4, bolj znane kot V2.
Nos rakete se je po načrtu ločil od potisnega dela in prodrl v ionosfero do višine 97 mi (156 km) nad površjem na robu vesoljskega prostora, ter postavil višinski rekord programa. Pri tem je bila mačka izpostavljena pospeškom do 9,5 g. Podorbitalni polet je trajal približno 12 minut; po dosegu končne višine je kapsula padala pet minut in dve sekundi, v tem času je imela Félicette občutek breztežnosti. Nato so se sprožila zaviralna padala in jo ponovno izpostavila pospeškom do 7 g, za njimi pa še glavno padalo, ki je poskrbelo za razmeroma mehak in varen pristanek v bližini kraja izstrelitve. 13 minut po izstrelitvi je ob sondi pristal helikopter Cerme in jo pobral.

## Kasnejši dogodki
Po nekaj mesecih opazovanja so Félicette usmrtili, da bi preučili položaj in stanje elektrod v možganih.
Zaradi dosežka je svetovni tisk obširno poročal o Félicette, ki velja za zgodbo o uspehu takrat novega francoskega vesoljskega programa. Kasneje je bila med drugim upodobljena na številnih znamkah širom sveta. Vendar pa podoba mačke s konektorjem za kabel v glavi v javnosti ni bila tako dobro sprejeta, med drugim tudi zaradi vzpona gibanja za pravice živali, zato je bistveno manj prepoznavna kot prvi vesoljski pes Lajka ali šimpanz Ham. Leta 2017 je Britanec  Matthew Serge Guy prek platforme za množično financiranje Kickstarter začel zbirati sredstva za postavitev njenega kipa v Parizu.
Kip, ki je bil nazadnje postavljen v kampusu Mednarodne vesoljske univerze v predmestju Strasbourga, je bil odkrit 18. decembra 2019.